# Дуарти, Мануэл
Мануэ́л ди Алме́йда Дуа́рти (порт. Manuel de Almeida Duarte; 29 мая 1945, Селорику-да-Бейра — 2 сентября 2022, Фафи) — португальский футболист, игравший на позиции нападающего. Бронзовый призёр чемпионата мира 1966 года в составе сборной Португалии.

## Клубная карьера
Родился в Селорику-ди-Башту, округ Брага. Начал свою профессиональную карьеру в клубе «Академика» (Коимбра), за который выступал на протяжении 1962—1964 годов. Карьерным прорывом для Дуарти стал «Лейшойнш», в течение 1964—1966 годов он провёл за клуб 38 матчей и забил в них 14 голов, а также стал вызываться в сборную. После чемпионата мира перешёл в лиссабонский «Спортинг», где провёл наиболее удачный в индивидуальном плане сезон 1966/1967, в котором отметился 11 забитыми мячами в 19 матчах, внеся вклад в четвёртое место «Спортинга». Однако в последующие 3 сезона выходил на поле за «Спортинг» редко, в совокупности всего 7 раз в чемпионате, в которых забил один гол.
Последним клубом высшего дивизиона для Дуарти стал «Порту», в котором в течение сезона 1970/1971 нападающий провёл всего 2 матча. На протяжении 9 сезонов, проведённых в чемпионате Португалии, сыграл 79 матчей, в которых отметился 32 голами. После этого следующие 7 лет выступал за клубы Сегунды «Варзин» и «Фафи».
Футбольную карьеру завершил в возрасте 39 лет, на протяжении последних шести лет выступал за любительские клубы «Кабесейренсе», «Лимьянуш», «Фелгейраш» и «Мондиненсе».
Скончался 2 сентября 2022 года в городе Фафи, где он проживал, на фоне ухудшения проблем со здоровьем.

## Карьера в сборной
В 1966 году сыграл 2 матча в составе национальной сборной Португалии. Дебют Дуарти состоялся 26 июня 1966 года в товарищеском матче против сборной Уругвая (3:0). Был включён в заявку на чемпионат мира 1966 года и выиграл в составе команды бронзовые медали, однако не провёл ни одного матча на турнире.

## Достижения
Сборная Португалии
- Бронзовый призёр чемпионата мира: 1966